# Saliske lov
Den saliske lov eller saliske ret (Pactus Legis Salicae) blev nedskrevet i årene 507-511 på befaling af merovingerkongen Klodevig 1. Dermed er den en af de ældste, bevarede lovsamlinger. Den hører til blandt de såkaldte "germanske stammelove".
I saliske lov blev den gamle, mundtligt overleverede sædvaneret blandt de "saliske franker" nedskrevet for første gang. Selv om den sandsynligvis er yngre end både den visigotiske samling, Codex Euricianus, og den burgundiske Lex Burgundionum, rummer den flere oprindeligt germanske træk, fordi frankerne ikke var romaniserede i så høj grad på dette tidspunkt. Artiklerne drejer sig om alle mulige retsforhold, og det fremgår, at den skyldige – hvis han var frimand – næsten altid måtte udrede en pengebod. De ufrie derimod, de blev straffet med legemsstraffe så som pisk eller stokkeprygl og i nogle få tilfælde endda med dødsstraf.
På den måde var der forskel på straffene alt efter, hvem der var den skadelidte. Eksempelvis stod man til en bøde på 67,5 skilling, hvis man havde dræbt en ikke-franker eller romersk borger. Drab på en fri franker blev derimod straffet med en bøde på 200 skilling. Med næsten moderne forudseenhed var der bødestraf for brug af hånende bemærkninger, og f.eks. ordet "luder" blev straffet med en bøde på 45 skilling.
Desuden indeholdt saliske lov bestemmelser om arveret og indretning af domstolen. I tilknytning til disse arveretsbestemmelser blev tronfølgen i mange europæiske monarkier fastlagt sådan, at kvinder ikke kunne arve kronen, selv ikke når der manglede mandlige arvinger. Denne særlige bestemmelse i saliske lov bliver i dag ofte forstået som hele indholdet af loven. Bestemmelsen gælder endnu i visse monarkier, som f.eks. i Liechtenstein, og som husorden i de fleste tyske adelshuse. Mange af de monarkier, der brugte saliske lov gennem århundreder, har i dag åbnet for kvindelig arvefølge.
Den saliske lov fandt også anvendelse i Holsten, som var tysk-romersk lensområde og senere medlem af det tyske forbund. I 1800-tallet opstod der imidlertid en konflikt, om den saliske lov med dens bestemmelse om kun mandlig arvefølge også kunne få gyldighed i Slesvig som dansk lensområde. Tyskerne, som ville gerne se den tysksindede Christian-August af Augustenborg som hertug i hertugdømmerne, argumenterede for, at den tysk-saliske lov også skulle gælde i Slesvig. Ifølge den danske kongelov kunne arveretten derimod også overgå til kvindesiden. Debatten førte til det åbne brev fra 1846.

## Udgivelser
- Karl August Eckhardt: Lex salica, 1969 (Monumenta Germaniae Historica; Leges; Leges nationum Germanicarum; 4, 2) ISBN 3-7752-5054-9